# 金色狗尾草
金色狗尾草（学名：Setaria lutescens）是一种禾本科狼尾草属植物。这种植物为世界广布种植物。中国的温带、暖温带，南、北各省区均有分布。
其种加词“lutescens”意为“浅黄色的”。
现接受名为御谷（Cenchrus americanus (L.) Morrone, 2010）。